# Nehatu (Hanila)
Nehatu – wieś w Estonii, w prowincji Lääne, w gminie Hanila.